# Нгаяп Амбу, Максим-Гаэль
Максим Гаэль Нгаяп Амбу (фр. Maxime-Gaël Ngayap Hambou; род. 22 июня 2001) — французский дзюдоист, олимпийский чемпион 2024 года в командном первенстве, бронзовый призёр летних Олимпийских игр 2024 года, призёр чемпионатов мира в командном соревновании, серебряный призёр чемпионата Европы 2025 года.

## Биография
Нгаяп борется в весовой категории до 90 килограммов. В 2021 году занял третье место на чемпионате Европы среди юношей до 23 лет.
В 2023 и 2024 годах в составе сборной Франции становился серебряным призёром чемпионата мира в командном турнире.
На летних Олимпийских играх 2024 года в Париже француз завоевал бронзовую медаль, в схватке за третье место он одержал победу над спортсменом из Бразилии Рафаэлем Маседо.
25 апреля 2025 года на чемпионате Европы в Подгорице завоевал серебряную медаль. В финальной схватке уступил сопернику из Италии Кристиану Парлати.